# Giovanni Bembo
Giovanni Bembo (Venecia, 21 de agosto de 1543 - Venecia, 16 de marzo de 1618) fue el nonagésimo segundo Dux de Venecia, que reinó desde su elección el 2 de diciembre de 1615, hasta su muerte. Durante su reinado acontecieron las guerras de Gradisca contra los austriacos (1615-1617) y la batalla naval de Ragusa, que terminó con victoria española.

## Síntesis biográfica
Giovanni fue hijo de Agostino Bembo y Chiara Del Basso. La familia Bembo era una de las viejas familias nobles de Venecia, denominados los  vecchie. La madre le legó una importante herencia, que debió dividir con un hermano. Bembo se enroló en la tripulación de una galera a los doce años de edad, donde permaneció por dieciséis años. Luchó en la batalla de Lepanto (1571), mostrando gran coraje a pesar de reiteradas heridas en combate.
Luego de su buen desempeño en la batalla, Bembo fue designado provveditore. Se distinguió en el servicio, y fue nombrado sucesivamente savio, consigliere, y porocurador de San Marco. 

## Período como Dux

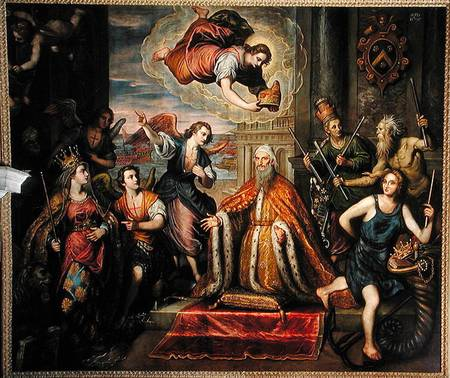
Pintura de Domenico Tintoretto mostrando a Giovanni Bembo arrodillándose frente a la representación de la República de Venecia.

Marcantonio Memmo falleció el 31 de octubre de 1615, sin dejar ningún sucesor obvio como Dux. La facción de los vecchie, las familias nobles antiguas, estaban divididas entre dos posibles candidatos, mientras que los nuove eran incapaces de ir tras un mismo candidato.
Luego de varias rondas de votación, los 41 electores fueron incapaces de elegir a un candidato, lo que produjo disturbios en Venecia. Finalmente, el 6 de diciembre de 1615 se alcanzó un compromiso mediante el que Bembo, un miembro moderado de la facción vecchie fue elegido Dux, efectuándose como era habitual fastuosas celebraciones.
Por varios años Venecia había sido arrasada por los piratas uscocos, desde la ciudad costera de Senj, enardecidos por la protección que les ofrecía Fernando II de Habsburgo. El primer acto de Bembo como dux fue declarar la guerra a Austria, iniciando la guerra de Gradisca, que significó el fin de los uscocos.
La guerra tuvo lugar en Friuli, Gradisca d'Isonzo, Gorizia, y Istria. Venecia tenía superioridad militar, con tropas comandadas por Francesco Erizzo sitiando Gradisca d'Isonzo con éxito hasta la llegada de las tropas al mando de Albrecht von Wallenstein, momento en el que Venecia pidió la paz, y el tratado se firmó en Madrid el 27 de septiembre de 1617, que supuso el traslado de los piratas al interior montañoso.